# Product management
Product Management (em português, Gestão de Produtos) é uma disciplina estratégica dentro de organizações que desenvolvem soluções digitais, físicas ou de serviços. Seu principal objetivo é garantir que os produtos atendam às necessidades dos usuários e estejam alinhados com os objetivos de negócio da empresa. 
Profissionais da área, conhecidos como Product managers (PMs), atuam na interseção entre tecnologia, design e negócios, sendo responsáveis pelo ciclo de vida completo do produto da concepção ao lançamento, passando pela validação de mercado, priorização de funcionalidades, acompanhamento de resultados e evolução contínua. 

## História do Product management
O conceito de Product management é frequentemente atribuída a um memorando escrito em 1931 por Neil H. McElroy, então executivo da Procter & Gamble. Nesse documento, McElroy defendeu a criação do cargo de "Brand Man" (homem da marca), responsável por garantir o crescimento e a saúde de uma linha de produtos específica dentro da empresa.
O memorando detalhava tarefas que hoje soam familiares a qualquer Product manager moderno, como:
- Analisar a distribuição do produto por território, entendendo onde as vendas estavam crescendo ou estagnadas;
- Estudar o histórico de publicidade e promoção para diagnosticar fraquezas de posicionamento;
- Criar planos táticos específicos para territórios com desempenho fraco, preparando materiais de apoio para a equipe de vendas;
- Assumir responsabilidade pelo conteúdo impresso da marca, incluindo campanhas e embalagens;
- Experimentar alterações de embalagem e recomendações de comunicação;
- Realizar estudos de campo para avaliar se as estratégias estavam funcionando;
- Trabalhar em parceria com gestores regionais, discutindo falhas e estratégias de promoção.

Em termos modernos, McElroy estabeleceu as bases para funções essenciais do Product manager contemporâneo como análise de distribuição, diagnóstico de mercado, posicionamento de produto, testes de comunicação e colaboração com áreas comerciais.
A proposta foi tão eficaz que serviu de base para a expansão da gestão de marcas na P&G e, posteriormente, influenciou empresas como HP e Microsoft, que adaptaram esse modelo ao contexto da tecnologia e do software nas décadas seguintes.
Com a consolidação do desenvolvimento ágil, design centrado no usuário e data-driven product strategy a partir dos anos 2000, o Product management passou a ocupar uma posição central em empresas inovadoras, especialmente nos Estados Unidos. Autores como Marty Cagan, Melissa Perri e Teresa Torres passaram a documentar boas práticas, consolidando a área como uma disciplina estratégica.
No Brasil, o termo Product manager começou a aparecer com mais frequência entre os anos de 2012 em diante, especialmente em startups e empresas de tecnologia. O movimento ganhou força com o surgimento de comunidades e eventos dedicados, como o Product Camp, com sua primeira edição em 2016, seguido do lançamento de formações técnicas sobre Product management.
Hoje, o gerenciamento de produto é reconhecido como uma competência essencial para organizações que buscam desenvolver soluções centradas no usuário, com agilidade, escopo iterativo e alinhamento entre tecnologia, negócio e design.

## Papel do Product manager
Na definição clássica, um Product manager é o responsável por planejar, desenvolver, lançar e gerir o ciclo de vida de produtos, garantindo que atendam às necessidades do mercado e aos objetivos estratégicos do negócio.
As principais atividades envolvem:
- Realização de pesquisas com usuários, análise de mercado, tendências e concorrência
- Definição de estratégia, visão e roadmap do produto;
- Gerenciamento do backlog e priorização de iniciativas;
- Alinhamento entre design, engenharia, marketing, vendas e suporte;
- Medição de resultados por meio de KPIs e indicadores de performance.

Embora o termo Product Owner seja usado em estruturas ágeis como o Scrum, seu foco é mais tático, cuidando do backlog e das sprints, enquanto o Product manager assume uma perspectiva estratégica de mercado e ciclo de produto.

## Empresas que fomentam a área de Product management
No Brasil, a difusão do conhecimento em Product management foi impulsionada por várias instituições e comunidades relevantes:
- Product Camp Brasil: evento anual de debates e networking;
- Product Crafters: comunidade com conteúdos e encontros;
- Mulheres de Produto: iniciativa que promove equidade de gênero no setor.
- PM3: pioneira em formação técnica na área;[7][8]
- Alura: com trilhas introdutórias em produto e UX;[9]
- Tera e Awari: focadas em bootcamps e experiências práticas;

Essas iniciativas atuam como hubs de formação, troca de conhecimento e credibilidade para a função de Product management no país.

## Desafios do PM no Brasil
Apesar do crescimento da área e da ampliação de comunidades e formações especializadas, Product managers no Brasil enfrentam desafios estruturais que afetam sua atuação estratégica e o amadurecimento da disciplina. A seguir, estão os principais obstáculos observados no mercado:

### Baixa maturidade organizacional: confusão entre Product managers, Gerente de projetos e Product owner.
Muitas empresas brasileiras ainda estão em fases iniciais de transformação digital ou não compreendem completamente o papel do Product manager. É comum confundir o PM com cargos como gerente de projetos, focado em prazos e escopo, ou Product Owner, que no Scrum atua de forma mais tática, priorizando o backlog. Essa confusão leva a expectativas desalinhadas, com PMs sendo cobrados por tarefas operacionais que não condizem com o escopo estratégico da função.

### Autonomia limitada
Embora a literatura internacional reforce o papel do PM como um “mini-CEO do produto”, na prática brasileira muitos profissionais não possuem autonomia suficiente para tomar decisões críticas. Em vez de conduzir pesquisas, priorizar funcionalidades com base em dados ou liderar experimentos, PMs muitas vezes executam solicitações de outras áreas ou da diretoria, funcionando como uma ponte operacional entre stakeholders e times de tecnologia.
Isso compromete a capacidade de inovar, fazer discovery contínuo e gerar soluções alinhadas às reais necessidades do usuário. A ausência de empowerment é um dos principais motivos de rotatividade na carreira de produto, especialmente entre PMs mais experientes.

### Cultura de “output” em vez de “outcome”
Grande parte das empresas ainda mede o sucesso da área de produto com base na quantidade de entregas (output), como número de features lançadas, sprints cumpridas ou velocidade de entrega. Poucas organizações têm métricas orientadas a impacto (outcome), como melhoria da conversão, aumento de retenção ou geração de receita incremental.
Essa abordagem leva à criação de produtos inchados, com funcionalidades pouco utilizadas, e dificulta a priorização realista baseada em valor para o negócio e para o usuário. A mudança de mentalidade para uma cultura de produto orientada por hipóteses, experimentação e resultados ainda é um desafio contínuo.

### Desigualdade de acesso à formação
Apesar do avanço de plataformas digitais, o acesso à formação de qualidade em Product management no Brasil ainda é desigual. A maioria das oportunidades, como eventos, cursos e mentorias, permanece concentrada nos grandes centros urbanos do Sudeste e Sul. De acordo com o Panorama do Mercado de Produto 2024–2025, 90,03% dos respondentes residem nessas duas regiões, com 69,96% no Sudeste e 20,07% no Sul. Apenas 1,81% dos participantes são do Centro-Oeste, 6,86% do Nordeste e 1,3% do Norte, o que reforça a disparidade regional de acesso.

### Lacuna entre teoria e prática
Embora existam bons cursos, muitos conteúdos ainda se baseiam em realidades do exterior. Na prática, falta cultura de experimentação, orçamento para pesquisa e estrutura para aplicar os frameworks aprendidos. A pesquisa Panorama do Mercado de Produto 2024–2025 mostrou que a baixa maturidade da estrutura de produto foi o principal motivo de insatisfação, citado por 19% dos PMs entrevistados.

## Panorama de Product management no Brasil
O mercado de Product management no Brasil tem passado por uma evolução significativa desde a década de 2010, impulsionado inicialmente por startups e pela digitalização de grandes empresas.
De acordo com o Panorama do Mercado de Produto 2024–2025, realizado pela PM3 em parceria com a Bain & Company, o Brasil apresenta um cenário de crescimento com desafios estruturais recorrentes. A pesquisa contou com 1.664 respondentes de áreas como gestão de produto, tecnologia, design e marketing, e se tornou uma das principais referências sobre o setor no país.
Entre os principais achados do relatório, destacam-se:
- Queda na média salarial: Pela primeira vez desde 2020, a remuneração média dos profissionais caiu. Em 2023, o valor era de R$ 13.295,[17] passando para R$ 12.075 em 2024, uma redução de 9,2%.
- Baixa maturidade organizacional: Cerca de 19% dos profissionais apontam a imaturidade da estrutura de produto como principal fonte de insatisfação. Isso inclui a ausência de autonomia, foco excessivo em entregas (outputs) e pouca clareza de estratégia.
- Desigualdade de representatividade: 41,6% das mulheres cis relataram impactos negativos relacionados ao gênero, enquanto 26,8% dos profissionais negros afirmaram sofrer discriminação racial no ambiente de trabalho.
- Distribuição regional e estrutural: Em empresas menores, 32,5% apresentam a proporção de um Product manager para cinco desenvolvedores. Em 31% dessas empresas, sequer há um PM dedicado. A concentração do setor permanece nas regiões Sudeste e Sul.
- Capacidades emergentes: Inteligência Artificial (IA) foi citada como principal competência técnica a ser desenvolvida nos próximos dois anos (34% dos respondentes), seguida por liderança de produto (19,4%).
- Modelo de trabalho: O formato remoto continua predominante, mas o modelo híbrido apresentou crescimento em relação ao ano anterior.
- Retenção profissional: A pesquisa apontou que cerca de 80% dos respondentes não estão buscando ativamente uma nova posição, e 35% afirmaram não ter intenção de trocar de emprego.